# Ben Jelen
Benjamin Ivan Jelen (* 8. červenec, 1979, Edinburgh, Velká Británie) je britský zpěvák, hudebník, skladatel a herec.

## Počátky
Narodil se ve skotském Edinburghu a většinu svého dětství a mládí strávil na území USA. Studoval na školách v Texasu, New Jersey či New Yorku. V posledně jmenovaném městě následně pracoval jako producent a zvukař.

## Kariéra
Joseph Janus z firmy Fearless Management jej chtěl původně podepsat jako modela. Ben mu však ukázal a pustil své demo a místo toho začal vydávat hudební alba. K nim patří Give It All Away z roku 2004, Rejected z roku 2005, Ex-Sensitive z roku 2007 (producentkou alba byla Linda Perry)a Wreckage (EP) z roku 2008. K nejznámějším singlům z těchto alb patří například Come On/Give It All Away, Where Do We Go a Wreckage.
Věnuje se převážně popu, piano rocku a pop rocku.
Jeho hudbu jsme mohli zaregistrovat také v několika seriálech a filmech. K nim patří seriály Smallville, Las Vegas: Kasino nebo One Tree Hill a také filmy Hledání Země nezemě s Johnnym Deppem a Kate Winslet a Ztroskotaná láska s Amandou Bynes.
Sám se objevil v menší roli jedné epizody seriálu Dr. House.

## Osobní život
Od roku 2004 je ve vztahu s modelkou Fern Palmer, se kterou je od roku 2009 ženatý.

## Filmografie

### Seriály
- 2005 – Dr. House